# Marilândia do Sul
Marilândia do Sul es un municipio brasilero del estado del Paraná.

## Historia
El inicio de la población de Marilândia do Sul remonta a los años de 1928 a 1931. La región que hoy constituye el municipio fue desmontada por pioneros procedentes de diversas regiones del Estado y del País, principalmente de Minas Gerais y São Paulo. Todo era sertón. Estos pioneros hacían fincas de maíz y el engorde de porcinos. El nombre del municipio significa tierra de María, creado a través de la Ley Estatal n.º 790 del 14 de noviembre de 1951, e instalado el 14 de diciembre de 1952, fue separado de Apucarana.

## Geografía
Posee un área de 384,424 km² representando el 0,1929 % del estado, 0,0682 % de la región y 0,0045 % de todo el territorio brasilero. Se localiza a una latitud 23°44′42″ sur y a 43una longitud 51°18'28" oeste, estando a una altitud de 758 metros. Su población estimada en 2005 era de 8967 habitantes.

### Demografía
Datos del censo - 2000
Población Total: 9071
- Urbana: 6089
- Rural: 2982
- Hombres: 4622
- Mujeres: 4449

Índice de Desarrollo Humano Municipal (IDH-M): 0,739
- IDH-Renda: 0,650
- IDH-Longevidade: 0,760
- IDH-Educação: 0,806

## Administración
- Prefecto: Pedro Sérgio Mileski(2009/2012)
- Viceprefecto: José Edgar Plath (2009-2012)
- Presidente de la Cámara:Anderson Luiz Bueno (2009/2010)

## Turismo
- Castillo Eldorado
- Plaza de la iglesia principal
- Iglesia principal Nuestra Señora de las Dores (la iglesia y una de las más antiguas del Norte del Estado, siendo sus ventanas todas caracterizadas con vitrais bizantinos)
- Cascada de la Hacienda Nuestra Señora de Fátima(popular Cascada de los Portugués)
- Instituto Bíblico Maranata
- Ruinas de la antigua estación
- Sepultura del Fundador del Municipio Santiago Lopes José
- Plaza de la Cenoura